# Замок Яунпилс
Замок Яунпилс (латыш. Jaunpils pils), ранее  — Нойенбург (нем. Schloß Neuenburg) — замок в исторической области Земгале, в Латвии. Большую часть поместья составляет хорошо укреплённый замок, в наши дни преобразованный в отель.

## История
Замок был возведен в 1301 году Магистром немецкой ветви Ливонского ордена, Готфридом фон Рогге. 
Башня была пристроена в XV веке. Замок был сильно повреждён во время войны с шведами в 1625 году. Здание было частично реконструировано в XVIII веке,  был достроен третий этаж и  старая крепость стала усадьбой со "всеми удобствами" того времени. 
В дни Революции 1905 года, замок был сожжён "лесными братьями" — участниками партизанского движения в Прибалтике. Через год он был перестроен по проекту архитектора Вильгельма Бокслафа.
С XVI века до 1920 года замок принадлежал семье немецкого барона фон дер Рекке. Одним из членов семьи, живших в замке в XVIII веке, была поэтесса Элиза фон дер Рекке. 
После латвийских аграрных реформ 1920-х годов в замковом комплексе была размещена животноводческая опытная станция, с соответствующей новому назначению, организацией внутреннего пространства. В советское время интерьер замка был заново реконструирован и  имел типичные советские интерьеры  1960-х годов. 
В настоящее время в замке расположен туристический комплекс, в средневековой стилистике, с музейной экспозицией, гостиницей и рестораном.